# 戈氏溪脂鯉
戈氏溪脂鯉，為輻鰭魚綱脂鯉目脂鯉亞目頂器脂鯉科的其一種，分布於南美洲巴拉那河、Grande、Tietê及Paranapanema河等流域，體長可達6.5公分，棲息在底中層水域，生活習性不明。